# 桜木睦子
桜木 睦子（さくらぎ ちかこ、1988年3月23日 - ）は、日本の元アイドル、元タレント。
東京都出身。アバンギャルドに所属していた。

## 略歴
無名時代の玉木宏と共演したことがある。
テレ朝エンジェルアイ2003に選出された。
2006年、学業専念（大学進学）のため芸能界を引退した。
2016年時点でイタリア料理店の店長をしている事が確認されている。

## イメージビデオ・DVD
- Sweet 桜木睦子（2002年5月、ベガファクトリー）
- PURE LOVE 桜木睦子（2002年12月、ジェネオン エンタテインメント）
- Pure Smile 桜木睦子（2003年3月、竹書房）
- 彼女たちの想い（2003年6月25日、コム・アライ）
- 桜木睦子のPureデート（2003年6月25日、ハピネット）
- テレ朝エンジェルアイ2003 CHIKAKOの美少女伝説（2003年7月9日、エイベックス・ディストリビューション）
- 野いちご（2003年11月20日、ラインコミュニケーションズ）
- プチ美人の悲劇 feat.桜木睦子（2003年11月30日、ベガファクトリー）
- テレ朝エンジェルアイ 2003 卒業スペシャル 最後の聖戦!? ハワイで真剣勝負!（2004年2月25日、エイベックス・ディストリビューション）
- se-女 桜木睦子（2004年4月25日、GPミュージアムソフト）
- 16カラット（2004年5月23日、バウハウス）
- 制服美少女図鑑 ちかこ16歳（2004年5月28日、フーガ）
- prism（2004年10月22日、ジェネオン エンタテインメント）
- emotional（2004年12月25日、GPミュージアムソフト）
- Fortune（2005年2月16日、イーネットフロンティア）
- 女神のChu! スペシャルエディション 桜木睦子（2005年2月23日、バップ）
- Surprise（2005年5月20日、ラインコミュニケーションズ）
- Hello Lady（2005年6月24日、ジェネオン エンタテインメント）
- アイドル・ショート・ムービーズ 桜木睦子（2005年7月21日、バップ）
- Flora（2005年9月25日、フォーサイド・ドット・コム）
- 〜by oneself〜（2005年11月25日、フォーサイド・ドット・コム）

## 写真集
- ちかづきたい!（2002年3月、ぶんか社、撮影：SHOWN）ISBN 4821124181
- 初恋物語―瞳を閉じて（2003年2月、竹書房、撮影：加納典譲）ISBN 4812411475
- 恋する想い fall in love（2003年7月1日、ぶんか社、撮影：小池伸一郎）ISBN 4821125404
- いっぱいラブ（2003年8月、ワニマガジン社、撮影：斉木弘吉）ISBN 978-4898298879 ※共演：矢吹春奈、根本はるみ、伊藤あい
- 中学制服コレクション（2004年2月、ブックマン社、撮影：篠原潔）ISBN 489308545X
- Cherry〈ボム特別編集〉（2004年2月17日、学習研究社、撮影：眞継敏明）ISBN 4054021255
- 制服日誌（2004年3月26日、ぶんか社、撮影：川島昭樹）ISBN 4821126052
- ちかこ16歳（ボクの妹）（2004年6月30日、大洋図書、撮影：会田我路）ISBN 4813020038
- GOOD-BYE SISTER（2005年2月17日、ワニブックス、撮影：小塚毅之）ISBN 4847028457

## 映画
- ゴーストシステム（2001年）※2003年DVD化

## テレビ
- グラビアの美少女（2003年、MONDO21）
- 時空警察ヴェッカーD-02（2002年1月 - 3月、テレビ朝日） - エリー 役
- GAME BREAK（2002年10月 - 2003年3月、テレビ東京）
- 高校講座 生物（2004年4月 - 2007年3月、NHK教育） - 生徒 役
- シブスタ（2004年3月 - 10月、テレビ東京） - 月曜日レギュラー
- アイドル・ショート・ムービーズ（2005年1月18日、読売テレビ）
- ウルトラヒロイン（2005年、テレビ東京）
- 熱中時間 忙中"趣味"あり（NHK）

## ゲーム
- おとなのギャル雀2〜恋して倍満!〜 PS2用（2005年11月23日発売、ジャレコ）